# Краснікова Яна
Краснікова Яна (нар. 6 травня 1999 року, Київ, Україна) — українська модель. Переможниця конкурсу краси Міс Україна — Всесвіт 2017, учасниця Міс Всесвіт 2017.

## Життєпис
З дитинства Яна займається танцями, малюванням, вокалом, акторською майстерністю та кінним спортом, з 2015 року вчиться в США. У коледжі в Маямі Краснікова вивчає психологію та іноземні мови: англійську, іспанську, португальську.